# Temer Bergson
Temer Bergson (też Temerl, niektóre źródła podają nazwisko Sonnenberg lub Berekson; hebr. תמריל ברגסון; ur. 1764 w Warszawie, zm. 1830 w Warszawie) – przedsiębiorczyni i filantropka żydowskiego pochodzenia. Żona Berka Sonnenberga. Patronka warszawskich Żydów i ruchu chasydzkiego w Polsce.
Była wspomożycielką żydów mieszkających w Warszawie i patronką ruchu chasydzkiego w Polsce. Szczególnie była hojna dla polskich chasydzkich liderów i cadyków, mówiono nawet że „rozdawała pieniądze jak popiół”. Była określana jako „Doña Gracia chasydyzmu”. Miała wielki wkład w rozwój i sukces ruchu chasydzkiego w Polsce na początku XIX wieku.

## Wczesna lata
O ojcu Temerl, Abrahamie z Opoczna w Polsce, mówiono, że jest „wykształcony i niesamowicie zamożny”. Miała siostrę, która poślubiła rabina Mosze Simcha z Opoczna. W młodych latach Temerl wyszła za mąż za Jacoba Jacobsona, warszawskiego kupca. Małżeństwo miało jednego syna Hirscha. Niedługo po narodzinach syna Jacob zmarł. Młoda wdowa ponownie wyszła za mąż w lutym 1787 za Dova (Berka) Sonnenberga (1764–1822), syna Szmula Zbytkowera. Berek zmienił swoje nazwisko na Sonnenberg, będąc zmuszonym do tego przez władze zaboru pruskiego. Jak jego ojciec Szmul, żyd dworski, który zgromadził majątek poprzez zaopatrywanie polskiej armii, a także rosyjskiej podczas zaborów Polski w późnych latach XVIII wieku, Berek zbudował osobistą fortunę na kontraktach z rządem. Hojnie wspomagał żydowskie przedsięwzięcia i organizacje społeczne, był znany jako „Rothschild polskich żydów”.
Kiedy Berek był zaangażowany w powszechną filantropię żydowską, jego żona Temerl zarządzała kilkoma działaniami by wspomagać ruch chasydzki w Polsce. Byli zwolennikami rabina Isroela Hopsztajna, magida z Kozienic. Hojnie sponsorowali działalność chasydów, setki zwolenników ruchu pod ich kierunkiem angażowało się w ich pracę religijną i wychowawczą. Swój dom zamienili w jeden z ośrodków ruchu, w którym regularnie spotykali się jego członkowie. W 1807 para zbudowała pierwszą chasydzką synagogę i czytelnię na Pradze w Warszawie. Para była wyróżniona przez chasydzkich liderów w owych czasach, przez ich przyjście na ślub ich dzieci.

## Późniejsze życie
Po śmierci Berka, Temerl przejęła jego biznesowe interesy i również założyła bank. Była jedną z niewielu Żydów z pozwoleniem do rozporządzania nieruchomościami. W 1810 kupiła dom na ulicy „technicznie zakazanej dla Żydów” i przyznano jej zwolnienie z obowiązku zamieszkania w getcie. W 1827 dostała pozwolenie od cara Mikołaja I by kupić nieruchomość Jerzego de Hesse-Darmstadta, co spowodowało, że została jednym z trzech Żydów, którzy mieli posiadłość poza murami getta.
Po śmierci męża nadal wspierała chasydzkich liderów i cadyków. Kilku zubożałych chasydzkich liderów rzekomo odrzucało jej starania by im pomóc, między innymi Icchak Meir Alter z Ger i rabbi Menachem Mendel z Kocka. Z kolei rabin Simcha Bunim z Przysuchy i rabin Israel Icchak Kalisz z Warki przyjęli jej hojność. Termel zatrudniła tych dwóch ostatnich cadyków by pomagali jej zarządzać interesami.
Prowadziła także działalność charytatywną w stosunku do niechasydów: pochwaliła ją też jedna z mitnagdim (przeciwnik chasydyzmu), nazywając ją „chasydką polską”. W 1818 przeznaczyła blisko 54 tys. rubli dla warszawskiej wspólnoty charytatywnej, a 300 tys. zł pozostawiła w testamencie lokalnej organizacji charytatywnej, opiekującej się biednymi.
Swoimi wpływami pomagała chasydom podczas „śledztwa” z 1824 prowadzonego przez przedstawicieli ruchu haskali (żydowskiego oświecenia). Po zwróceniu się osobiście do wojewody warszawskiego doszło do uchylenia oficjalnego zakazu chasydom odwiedzania ich cadyków

## Życie osobiste
Termerl i Berek Bergson byli religijnymi Żydami; pomimo jego zamożności i kontaktów z rządem, Berek zachował swoją brodę, pejsy i tradycyjny strój. Para miała czterech synów i jedną córkę. Ich synowie Jacob, Leopold i Michael później przyjęli imię Berekson (syn Bereka).
Pośród potomstwa Temerl i Berka Bergsona byli Joseph Bergson (ur. 1812), wykładowca medycyny na Uniwersytecie Warszawskim; Michał Bergson (1820–1898), polski kompozytor i pianista; i Henri Bergson (1859–1941), wybitny francuski filozof i laureat Nagrody Nobla w literaturze.

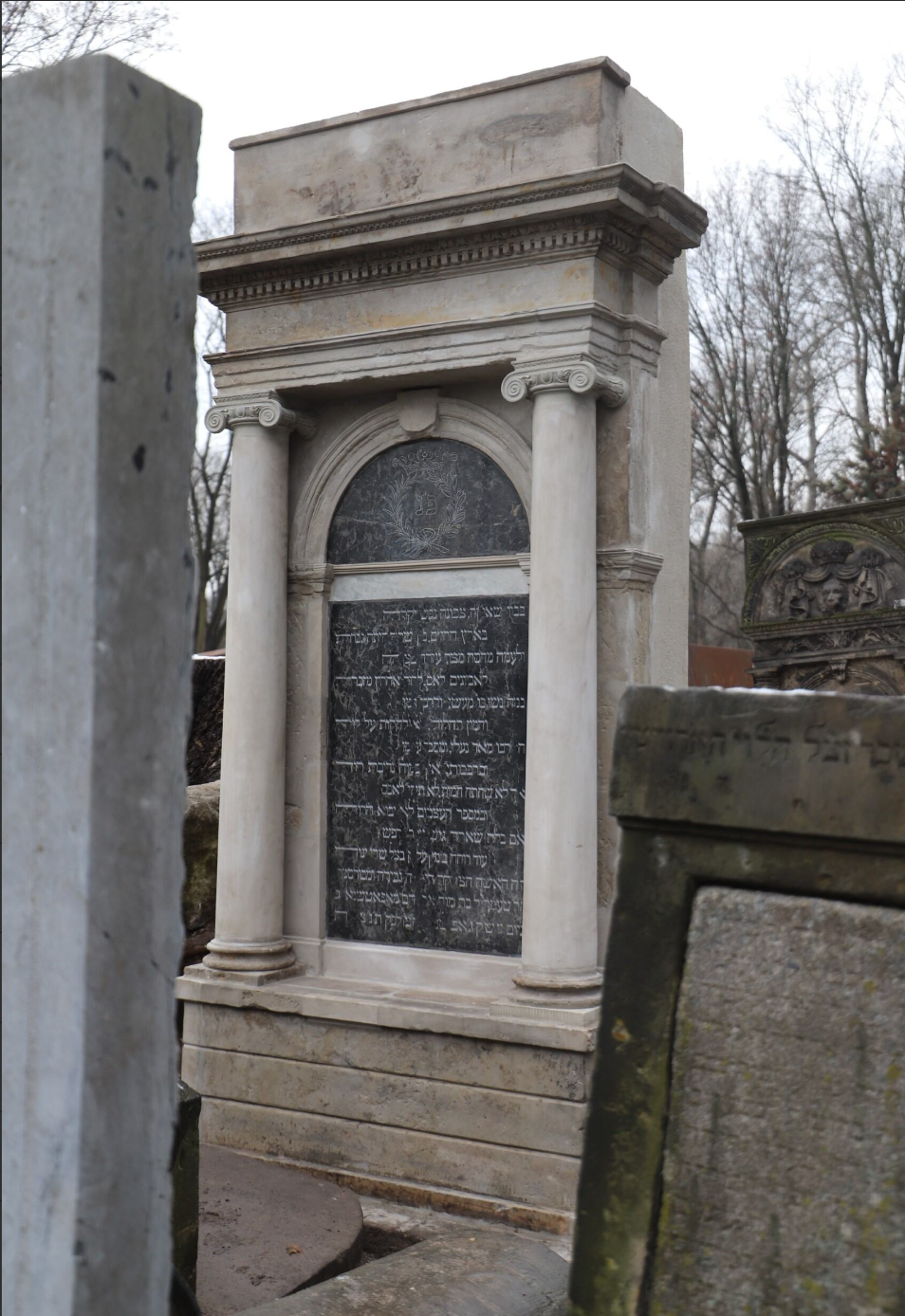
Nagrobek Temerel Sonnenberg na Cmentarz żydowski w Warszawie (Wola)

Pochowana na Cmentarzu Żydowskim przy ul. Okopowej w Warszawie (kwatera 9, rząd 2 miejsce 8). W 2023 jej nagrobek został poddany konserwacji staraniem Fundacji Dziedzictwa Kulturowego.
Na jej nagrobku widnieje napis: „Na tej ziemi, życie było wielce pośród książąt. Dla jej narodu ona była obrończynią przed opresją – pomocnikiem podczas cierpienia. Dla biednych była matką. Ona była szlachetną kobietą, potężną i zasłużoną”.